# NGC 3146
NGC 3146 (другие обозначения — ESO 567-23, MCG -3-26-29, PGC 29663) — спиральная галактика с перемычкой (SBb) в созвездии Гидры. Открыта Ормондом Стоуном в 1886 году.
Этот объект входит в число перечисленных в оригинальной редакции «Нового общего каталога».